# 默尔查赫
默尔查赫是奥地利克恩顿州德劳河畔施皮塔尔县的一个市镇。总面积74.8平方公里，总人口897人，人口密度12.0人/平方公里（2005年）。